# ジェシカ・リベロ
ジェシカ・リベロ（Jessica Rivero、1995年3月15日 - ）は、スペインの女子バレーボール選手。スペイン代表。

## 来歴
キューバ・カマグエイ出身。

### クラブチーム
2009年、CV JAV Olímpicoへ入団。2011/12シーズンはAguere La Lagunaでプレーした。2012/13シーズンはHaro Rioja Vóleyへ移籍し
、リーグ優勝を果たした。また、スペインカップ、スーパーカップとの3冠を達成した。2013/14シーズンからはドイツのSCポツダムと契約し、2年間プレーした。2015/16シーズンはイタリアセリエA1のLJ Modenaへ移籍し、リーグで3位となった。2016/17シーズンはトルコリーグのManisa Ata SKでプレーした。2017/18シーズンはイタリアセリエA2のLPM Pallavolo Mondovìでプレーした。2018/19シーズンはイタリアセリエA1のVolley Millenium Bresciaと契約し、2年間プレーした。2020/21シーズンはポーランドのIŁ Capital Legionovia Legionowoでプレーした。2021/22シーズンはイタリアセリエA1のTrentino Volleyでプレーした。2022/23シーズンからはRoma Volley Clubへ移籍した。
2024年、リーグ・ワン・バレーボールとの契約が発表された。

### 代表チーム
2010年にスペイン代表に初選出され、同年のヨーロッパリーグでデビュー。2011年の欧州選手権に出場し11位となった。2013年、欧州選手権に出場した。2017年、ヨーロッパリーグでは銅メダルを獲得した。2019年の欧州選手権ではエースとして活躍をみせた。

## 球歴
- 欧州選手権 - 2011年、2013年、2019年

## 所属クラブ
- CV JAV Olímpico（2009-2011年）
- Aguere La Laguna（2011-2012年）
- CVアーロ（2012-2013年）
- SCポツダム（2013-2015年）
- LJ Modena（2015-2016年）
- Manisa Ata SK（2016-2017年）
- LPM Pallavolo Mondovì（2017-2018年）
- Volley Millenium Brescia（2018-2020年）
- IŁ Capital Legionovia Legionowo（2020-2021年）
- Trentino Volley（2021-2022年）
- Roma VC（2022-2024年）
- LOVBアトランタ（2024年-）